# Castellví de Rosanes
Castellví de Rosanes è un comune spagnolo di 1 195 abitanti situato nella comarca di Bajo Llobregat (provincia di Barcellona), nella comunità autonoma della Catalogna.
Secondo il registro INE 2019, il municipio ha una dimensione totale di 16,36km² che si suddividono in un centro principale e cinque nuclei separati di carattere residenziale (Els Àngels, Can Sunyer del Palau, Miralles, El Taió e Valldaina).